# Spruce Grove (Kanada)
Spruce Grove – miasto w Kanadzie, w prowincji Alberta. W 2006 r. miasto to na powierzchni 26,4 km² zamieszkiwało 19 496 osób.